# الجودلة (الثجر)

تعديل مصدري - تعديل

الجودلة محلة تابعة لقرية الثجر، التابعة لعزلة شعب المريسي بمديرية النادرة إحدى مديريات محافظة إب في الجمهورية اليمنية، بلغ تعداد سكانها 23 حسب تعداد اليمن لعام 2004.